# 505-й парашутно-десантний полк (США)

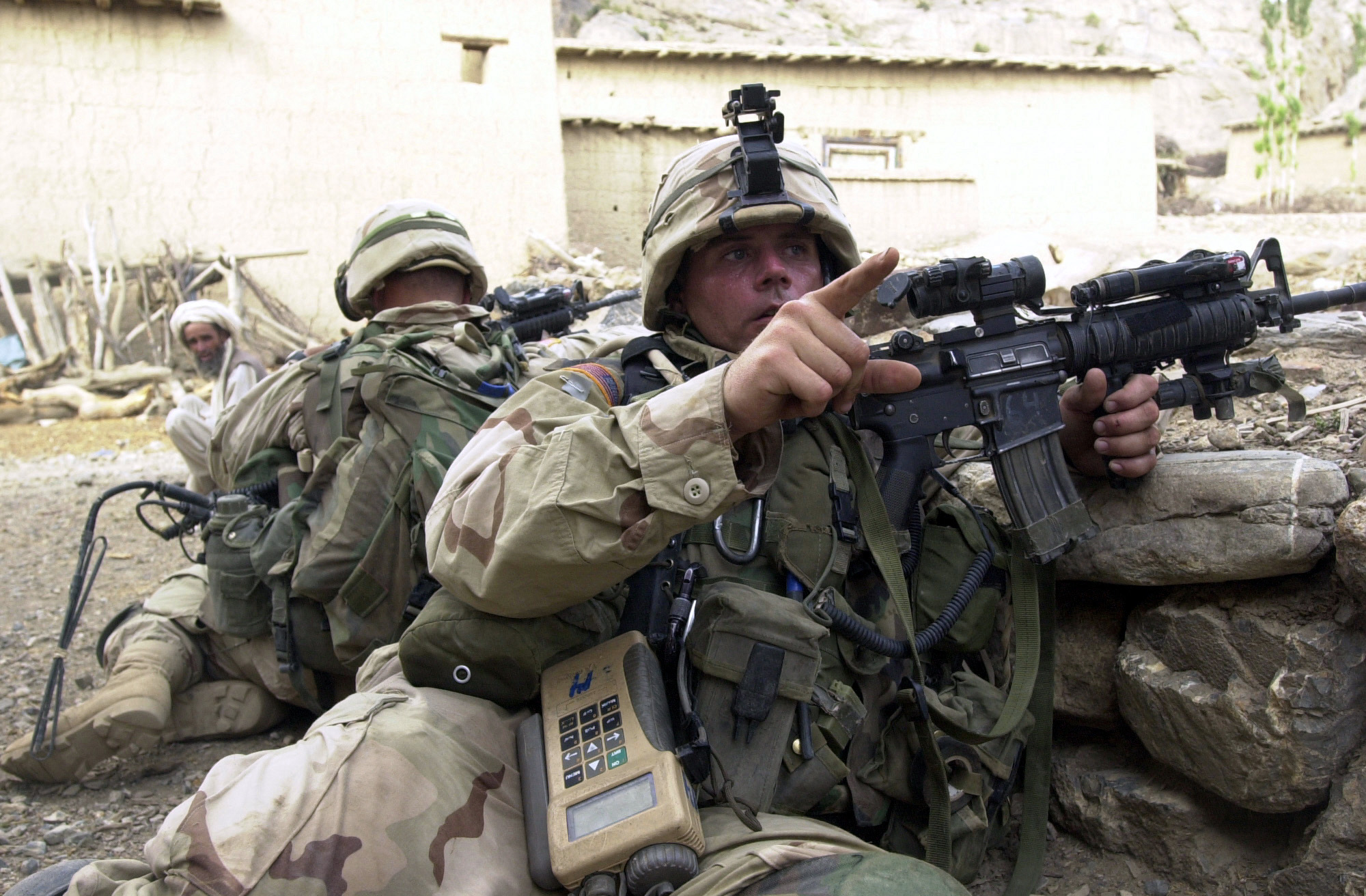
Солдати 505-го парашутно-десантного полку армії США на операції. Війна в Афганістані. 16 грудня 2007

505-й парашу́тно-деса́нтний полк армії США (англ. 505th Parachute Infantry Regiment (PIR)) — військова частина повітряно-десантних військ США.
Пункт постійної дислокації — Форт Брегг, Північна Кароліна.